# Markunda Awras
Markunda Awras (ou Markunda Aurès), née le 22 avril 1948, de son vrai nom Meriem Mebarki, est une chanteuse et auteur chaouie, originaire du Belezma dans la wilaya de Batna.

## Biographie
De son vrai nom Meriem Mebarki, native des Aurès et issue de la tribu des Ait Soltane.
Markunda quitte l'Algérie et s'installe à Paris en 1971 et  a eu une formation en psychologie.

## Albums
Son premier album est sorti en 1986, elle a chanté à l’Olympia.
un album est sorti en 1988 dont les titres Anzar, aghenja, Si melmi ntough.
Lors de son hommage à Merouana, le groupe Iwal a chanté sa chanson Chacha.
Elle a produit quatre albums.

## Livre
Elle a écrit Si on te nie la mort t’oublie.